# Ramiro Rodrigues Valente
Ramiro Rodrigues Valente (São Paulo, 11 febbraio 1933 – Vicenza, 18 luglio 2025) è stato un calciatore brasiliano, di ruolo centrocampista.

## Biografia
Anche suo fratello Álvaro è stato un calciatore professionista. Ramiro si è spento a Vicenza all'età di 92 anni.

## Caratteristiche tecniche
Giocatore molto duttile, poteva essere schierato sia come centrocampista che come difensore, tanto come centrale quanto come terzino.

## Carriera

### Club
Ha iniziato la propria carriera nelle categorie inferiori col Jabaquara, prima di passare nel 1952 alla Fluminense. Nel 1955 passò al Santos, con cui vinse per tre volte il campionato Paulista: el 1955, 1956 e 1958.
Nel 1959 è stato tesserato dall'Atlético Madrid, squadra nella quale giocava anche suo fratello Álvaro. Ha esordito in maglia biancorossa il 4 ottobre 1959 nella sconfitta casalinga per 0-1 contro il Barcellona.
Con i colchoneros ha vinto tre volte la Coppa di Spagna e la Coppa delle Coppe 1961-1962.

### Nazionale
Giocò 11 partite con la nazionale verdeoro.

## Palmarès

### Competizioni internazionali
- Coppa delle Coppe: 1

Atletico Madrid: 1961-1962

### Competizioni nazionali
- Coppa di Spagna: 3

Atletico Madrid: 1959-1960, 1960-1961, 1964-1965
- Campeonato Paulista: 3

Santos FC: 1955, 1956, 1958
- Torneio Rio-São Paulo: 1

Santos FC: 1959